# Staré Jesenčany
Staré Jesenčany település Csehországban, a Pardubicei járásban. Staré Jesenčany Třebosice, Pardubice, Dřenice és Mikulovice településekkel határos. Lakosainak száma 420 fő (2024. január 1.).

## Népesség
A település lakosságának változását az alábbi diagram mutatja:
| Lakosok száma | 297  | 366  | 376  | 316  | 303  | 346  | 394  | 431  | 477  | 420  |
|               | 1869 | 1900 | 1921 | 1961 | 1980 | 2011 | 2016 | 2019 | 2021 | 2024 |